# Вейзай, Мендим
Мендим Вейзай (алб. Mendim Veizaj, годы жизни неизвестны) — албанский шахматист.
Чемпион Албании 1953 г.
В составе сборной Албании участник двух шахматных олимпиад (1960 и 1962 гг.). На обеих олимпиадах выступал на 4-й доске. На олимпиаде 1960 г. сыграл 13 партий, в которых набрал 4 очка (2 победы, 4 ничьи и 7 поражений). На олимпиаде 1962 г. сыграл 12 партий, в которых набрал 6 очков (5 побед, 2 ничьи, 5 поражений). Также в составе национальной сборной участвовал в Балканиаде 1979 г.